# A Sentimental Education
A Sentimental Education je studiové album americké hudební skupiny Luna. Vydáno bylo 22. září roku 2017 společností Double Feature Records. Jde o první studiovou desku kapely od roku 2004, kdy vyšlo album Rendezvous. Nové album však neobsahuje nové písně, nýbrž celkem deset coververzí, například od skupin The Velvet Underground, The Rolling Stones a The Cure, stejně jako od hudebníků Willieho Alexandera, Davida Bowieho a Boba Dylana. Jako bonus bylo k albu přikládáno EP s názvem A Place of Greater Safety, které obsahovalo šest autorských instrumentálních písní. Album vyšlo jak na kompaktním disku, tak i na dlouhohrající gramofonové desce. Album bylo nahráno ve studiu Palmetto Recording Studios v Los Angeles.

## Seznam skladeb
1. Fire in Cairo (Laurence Tolhurst, Michael Dempsey, Robert Smith)
2. Gin (Willie Alexander)
3. Friends (Doug Yule)
4. One Together (Jeremy Spencer)
5. Most of the Time (Bob Dylan)
6. Sweetness (Chris Squire, Clive Bailey, Jon Anderson)
7. Letter to Hermione (David Bowie)
8. (Walking Thru' The) Sleepy City (Keith Richards, Mick Jagger)
9. Let Me Dream If I Want To (Mink DeVille)
10. Car Wash Hair (Jonathan Donahue)

## Obsazení
- Dean Wareham – zpěv, kytara
- Britta Phillips – baskytara, klávesy
- Lee Wall – bicí, perkuse
- Jason Quever – elektrické piano
- Sean Eden – kytara
- Grasshopper – kytara
- Jonathan Donahue – zpěv